# Стационе ди Кјанке-Чепалони (Авелино)
Стационе ди Кјанке-Чепалони је насеље у Италији у округу Авелино, региону Кампанија.
Према процени из 2011. у насељу је живело 68 становника. Насеље се налази на надморској висини од 185 м.